# Barbicornis cinaropsis
Barbicornis cinaropsis är en fjärilsart som beskrevs av Adalbert Seitz 1916. Barbicornis cinaropsis ingår i släktet Barbicornis och familjen Riodinidae. Inga underarter finns listade i Catalogue of Life.